# خوان اسلاوا گالان
خوان اسلاوا گالان (اسپانیایی: Juan Eslava Galán‎؛ زادهٔ ۷ مارس ۱۹۴۸) رمان‌نویس و نویسنده اهل اسپانیا است.
از فیلم‌هایی که وی در آن‌ها نقش داشته‌است، می‌توان به قاطر اشاره نمود.